# بني شعيب (مقريصات)
بني شعيب هي إحدى مشيخات المملكة المغربية، تتبع جغرافيا لإقليم وزان وإداريًا لمقريصات. يقدر عدد سكانها بـ 2043 نسمة حسب الإحصاء الرسمي للسكان والسكنى لسنة 2004.